# Нетека (річка)
Нетека — річка в Україні, у Гайсинському районі Вінницької області. Права притока Південного Бугу (басейн Чорного моря).

## Опис
Довжина річки приблизно 10,5 км. Формується з багатьох безіменних струмків та водойм.

## Розташування
Бере початок на сході від Улянівки. Тече переважно на північний схід через Оляницю, Ружицьке й Губник і впадає у річку Південний Буг. 
Річку перетинає автомобільна дорога Р33.